# Romano Denneboom
Romano Denneboom (* 29. Januar 1981 in Schiedam) ist ein ehemaliger niederländischer ehemaliger Fußballspieler.

## Karriere

### Verein
Sein Debüt im Profifußball gab Denneboom am 9. Februar 1998 für den SC Heerenveen. Bis dahin spielte er bereits für einige Jugendmannschaften des Vereins. In den Folgejahren wurde der Angreifer meist als Einwechselspieler gebracht. Zur Spielzeit 2003/04 setzte er sich für die Stammelf durch, blieb aber ohne regelmäßige Torerfolge. Aus diesem Grund wechselte Denneboom auf Leihbasis für den Rest der Saison zu Willem II Tilburg. Zur Saison 2004/05 nahm ihn schließlich der NEC Nijmegen unter Vertrag. Dort blieb er drei Jahre und lenkte durch gute Leistungen die Aufmerksamkeit von Teams wie PSV Eindhoven und FC Twente Enschede auf sich. Mit neuen Toren wurde er 2005/06 Topscorer seines Teams. Bereits im Vorjahr wählten ihn die Fans zum Spieler des Jahres. Im Sommer 2007 sicherte sich schließlich der FC Twente die Dienste des Angreifers. In der Saison 2009/10 wurde Denneboom an Sparta Rotterdam verliehen. Nachdem Denneboom im Sommer 2010 Twente verlassen hatte, absolvierte er ein Probetraining beim schottischen Erstligisten Hibernian Edinburgh, welches er erfolgreich absolvierte. Jedoch wurde man sich bei der Länge des Kontraktes nicht einig. Im Januar 2011 flog Denneboom mit der Mannschaft von Arminia Bielefeld in das Wintertrainingslager nach Belek, um sich für einen Vertrag bei dem deutschen Zweitligisten zu empfehlen.
Am 11. Januar 2011 unterschrieb Denneboom einen Vertrag bis Saisonende bei der Arminia, der sich im Falle des Klassenerhalts um ein weiteres Jahr verlängert hätte. Nach dem Abstieg der Arminia aus der zweiten Bundesliga nach der Saison 2010/11, erhielt er keinen neuen Vertrag und wechselte im Januar 2012 zu den Harkemase Boys in die niederländische Topklasse. Nach einem halben Jahr fand er mit dem Ligakonkurrenten FC Lienden einen neuen Verein, bei dem er ein Jahr blieb. Es folgte ein Jahr Vereinslosigkeit, dann wurde der Viertligist DHC Delft für drei Jahre seine letzte Station vor dem Karriereende.

### Nationalmannschaft
Am 3. September 2004 debütierte Denneboom gegen Lichtenstein in der niederländischen Nationalmannschaft. Es blieb sein einziger Auftritt im Oranje-Dress.